# Aeschynanthus longicaulis
Aeschynanthus longicaulis är en tvåhjärtbladig växtart som beskrevs av Nathaniel Wallich och R. Brown. Aeschynanthus longicaulis ingår i släktet Aeschynanthus och familjen Gesneriaceae. Inga underarter finns listade i Catalogue of Life.

## Bildgalleri

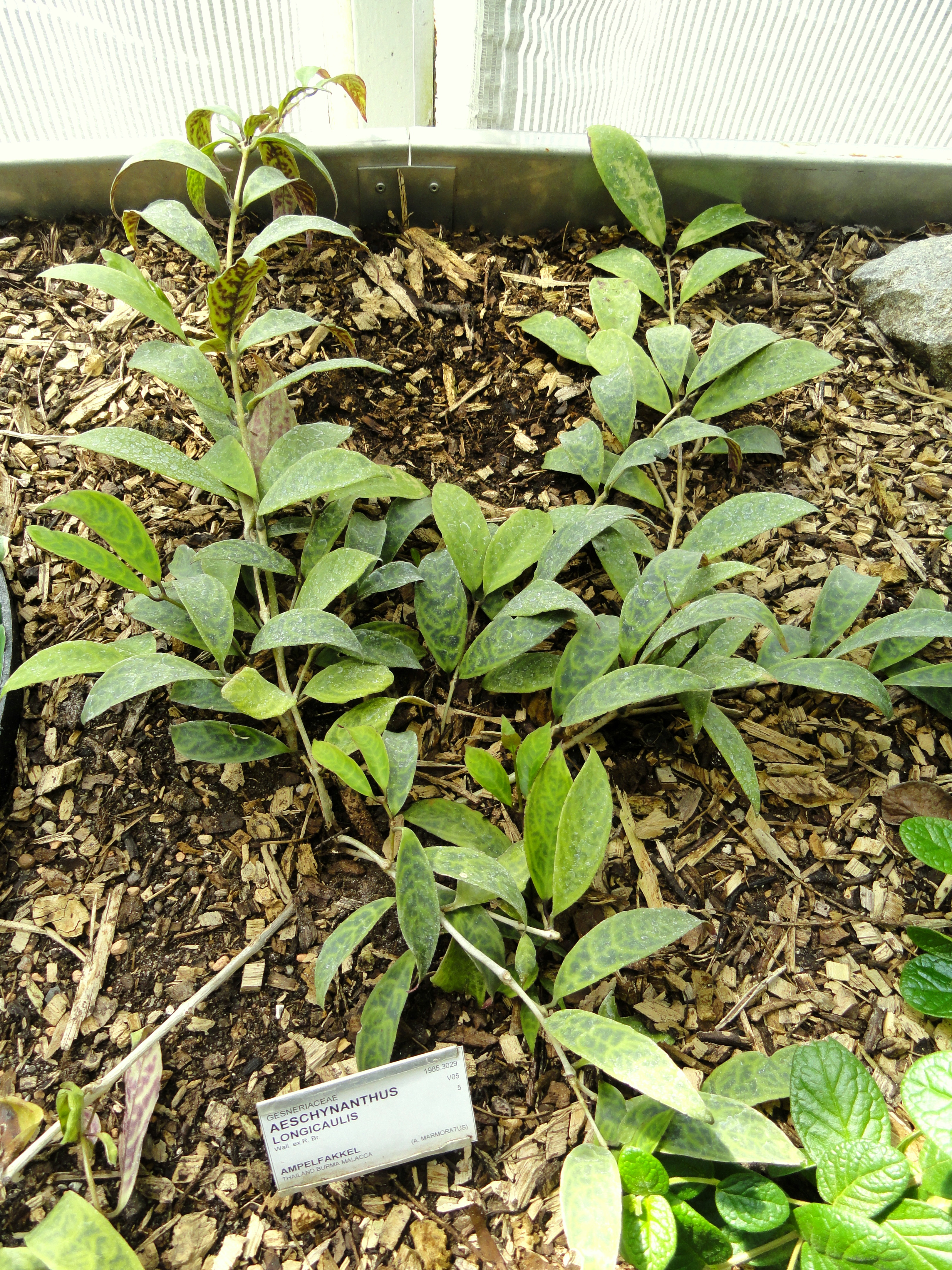